# فليتشير واتسون
فليتشير واتسون (بالإنجليزية: Fletcher Watson)‏ هو عالم فلك أمريكي، ولد في 1912 في بالتيمور في الولايات المتحدة، وتوفي في 7 مايو 1997.